# Joseph Reiner
Joseph Reiner (auch Joseph Johann Baptista Rainer) (* 1765 in Görz; † 23. Oktober 1797 in Klagenfurt) war ein österreichischer römisch-katholischer Geistlicher, Entomologe, Botaniker und Mineraliensammler. Sein offizielles botanisches Autorenkürzel lautet „Reiner“.

## Leben
Joseph Reiner war Hofmeister des Grafen Strassoldo, wurde 1793 Archivar und Hofkaplan in Gurk und wirkte spätestens ab 1796 in Klagenfurt. Reiner bereiste 1791 mit Sigmund von Hohenwarth und Franz Xaver von Wulfen, mit denen er in enger Freundschaft verbunden das Interesse für Botanik und Mineralogie teilte, die Oberkärntner Alpen und veröffentlichte die dabei gewonnenen Erkenntnisse mit dem Handbuch für reisende Liebhaber gemeinsam mit Sigmund von Hohenwarth im Folgejahr 1792 bei Carl Friedrich Walliser in Klagenfurt. In diesem Werk sind die beiden Autoren Erstbeschreiber des der Familie der Edelfalter zugeordneten Mohrenfalters Erebia cassioides (Reiner & Hohenwarth, 1792) (ähnlich dem Schillernden Mohrenfalter, E. tyndarus) und vom Hochalpenwidderchen Zygaena exulans (Reiner & Hohenwarth, 1792), einem Schmetterling (Nachtfalter) aus der Familie der Widderchen. Die beiden Naturforscher entdeckten in der Zeit vor 1797 auf der Prickler Halt in der Umgebung des Kupplerbrunnens (Saualpe) ein neues Mineral, das nach dem Fundort zunächst Saualpit und später dann Zoisit benannt wurde. An der als Typlokalität ausgewiesenen Fundstelle Kupplerbrunn (Gemeinde Eberstein) auf der Kärntner Saualpe gelangen ihnen Erstfunde des metamorphen Gesteins Eklogit.
Joseph Reiner unterstützte Franz Josef von Enzenberg beim Ausbau seiner naturwissenschaftlichen Sammlung von Mineralien, Conchylien und Schmetterlingen und korrespondierte mit dem Salzburger Naturforscher Carl Erenbert von Moll, dem er Dubletten seiner Sammlung überließ.
Er wurde unter dem Namen Joseph Johann Baptista Rainer am 13. Oktober 1791 unter der Präsidentschaft des Mediziners Heinrich Friedrich Delius mit dem akademischen Beinamen Heraclides unter der Matrikel-Nr. 938 als Mitglied in die Kaiserliche Leopoldino-Carolinische Akademie der Naturforscher aufgenommen. 
Ihm zu Ehren wurde durch Conrad Moench die Gattung Reineria Moench 1802 aus der Pflanzenfamilie der Hülsenfrüchtler (Fabaceae) benannt.

## Werke (Auswahl)
- mit Sigmund von Hohenwarth: Botanische Reisen nach einigen Oberkärntnerischen und benachbarten Alpen unternommen, und nebst einer ausführlichen Alpenflora und entomologischen Beiträgen als ein Handbuch für reisende Liebhaber. Erste Reise im Jahr 1791. Walliser, Klagenfurt 1792 (archive.org)